# Ghailadubba
Ghailadubba (nep. घैलाडुब्बा) – gaun wikas samiti we wschodniej części Nepalu w strefie Meći w dystrykcie Jhapa. Według nepalskiego spisu powszechnego z 2001 roku liczył on 2330 gospodarstw domowych i 11185 mieszkańców (5640 kobiet i 5545 mężczyzn).